# Analfistel
En analfistel är en liten tunnel (fistel) som kan uppstå mellan tarmens ände och huden i närheten av anus. Analfistlar uppstår vanligtvis till följd av en infektion nära anus som resulterar i bildning av varbölder på den intilliggande vävnaden. Efter att varet försvunnit kan ibland en liten kanal kvarstå. Analfistlar kan ge upphov till symptom såsom hudirritation och obehag. Symptomen förbättras vanligtvis inte av sig själva, utan i de flesta fall rekommenderas patienten att genomgå operation.
Vanliga symptom som indikerar förekomsten av en analfistel inkluderar: hudirritation runt anus, ihållande smärta som kan förvärras när patienten sätter sig ner, rör på sig, hostar eller i samband med tarmrörelse, illaluktande flytningar från området kring anus, förekomst av var eller blod i avföringen, svårigheter att kontrollera tarmrörelserna, samt rodnad och svullnad kring anus och feber.
Analfistlar orsakas vanligtvis av böldbildning kring anus. Om bölden inte läker ordentligt efter att varet försvunnit finns en risk att en analfistel bildas. Uppskattningsvis varannan eller var fjärde patient med anal böldbildning utvecklar en analfistel. Mer ovanliga orsaker till tillståndet inkluderar en infektion med tuberkulos eller HIV, en komplikation till följd av ett kirurgiskt ingrepp nära anus, Crohns sjukdom och acne inversa (hidradenitis suppurativa).